# Le Commandant Watrin
Pour les articles homonymes, voir Watrin.
Le Commandant Watrin est un roman de Armand Lanoux paru en 1956 aux éditions Julliard et ayant reçu le prix Interallié la même année.

## Historique
Le Commandant Watrin constitue le premier volet d'une trilogie thématique informelle – intitulée Margot l'Enragée –, avec Le Rendez-vous de Bruges (paru en 1958) et Quand la mer se retire (prix Goncourt 1963), constituant « une mise en procès de la guerre ».

## Éditions
- Le Commandant Watrin, éditions Julliard, 1956.